# Rivière Écartée
La rivière Écartée est un affluent du Bras du Nord, coulant dans le territoire de la municipalité de Saint-Raymond, dans la municipalité régionale de comté (MRC) de Portneuf, dans la région administrative de la Capitale-Nationale, dans la province de Québec, Canada.
La partie inférieure de la vallée de la rivière Écartée est surtout desservie par le chemin du rang Saguenay qui remonte d'abord vers le nord et bifurque vers l'ouest pour desservir la rive nord du Bras du Nord dont le hameau Pine Lake. Une autre route forestière secondaire remonte cette petite vallée.
La foresterie constitue la principale activité économique de ce secteur ; les activités récréotouristiques, en second.
La surface du Écartée (sauf les zones de rapides) est généralement gelée de début décembre à fin mars, mais la circulation sécuritaire sur la glace se fait généralement de fin décembre à début mars. Le niveau de l'eau de la rivière varie selon les saisons et les précipitations ; la crue printanière survient en mars ou avril.

## Géographie
Les principaux bassins versants voisins de la rivière Écartée sont :
- côté nord : lac de la Bible, lac Couat, rivière Talayarde ;
- côté est : rivière Talayarde ;
- côté sud : Bras du Nord ;
- côté ouest : Bras du Nord, rivière de la Roche Plate[1].

La rivière Écartée prend sa source d'un petit lac forestier non identifié (longueur : 0,23 km ; altitude : 390 m). Cette embouchure du lac est située à 2,9 km au nord-ouest de l'embouchure de la rivière Écartée ; à 15,7 km au nord de l'embouchure du Bras du Nord ; à 60 km au nord de l'embouchure de la rivière Sainte-Anne.
La rivière Écartée coule sur 3,2 km vers le sud-ouest en dévalant un flanc de montagne dans la municipalité de Saint-Raymond, avec une dénivellation de 206 m. Ce cours d'eau descend entièrement dans une petite vallée en milieu forestier selon les segments suivants :
- 2,0 km vers le sud-ouest, en courbant vers l'ouest et en dévalant sur 170 m, jusqu'à la décharge (venant du nord) de cinq petits lacs non identifiés ;
- 0,6 km vers le sud-ouest, jusqu'à un ruisseau de montagne (venant du nord-ouest) ;
- 0,6 km vers le sud-ouest dans une petite plaine où un club de golf est aménagé, jusqu'à son embouchure[1].

Elle se déverse en amont d'un coude de rivière dans le Bras du Nord, soit à 3,3 km à l'ouest de la rivière Verte et à 6,5 km à l'ouest de la rivière Sainte-Anne.
À partir de cette confluence, le courant descend le cours du Bras du Nord sur 17,6 km vers le sud, puis suit le cours de la rivière Sainte-Anne sur 76 km généralement vers le sud-ouest, jusqu'à la rive nord-ouest du fleuve Saint-Laurent.

## Toponymie
Le toponyme Rivière Écartée a été officialisé le 5 décembre 1968 à la Banque des noms de lieux de la Commission de toponymie du Québec.